# K-456 Vilioutchinsk
Le K-456 Vilioutchinsk (en russe : К-456 Вилючинск), anciennement Kasatka (Касатка) et Tver (Тверь), est un sous-marin nucléaire lanceur de missiles de croisière de classe Oscar II lancé par la Marine soviétique le 18 août 1992. Nommé en l'honneur de la ville de Vilioutchinsk, il sert dans la Marine russe depuis la fin de l'Union soviétique. Le sous-marin a pour port d'attache la Base de sous-marins nucléaires de Rybachi, à Vilioutchinsk, près de Petropavlovsk-Kamtchatski (Flotte du Pacifique).

## Service
Le 5 février 1993, il est affecté à la 11e division de la 1re flottille de sous-marins de Flotte du Nord, basée à Zapadnaya Litsa. Le 6 avril, il est renommé K-456 Kasatka. En août et septembre de la même année, il transite de la flotte du Nord à la Flotte du Pacifique en passant sous la banquise par le nord. Le 30 août, il fait émersion à proximité du pôle Nord. Le 28 septembre, il est affecté à la 10e division de la 2e flottille de sous-marins de flotte du Pacifique, basée dans la baie de Kracheninnikov.
Le 20 mars 1996, il est renommé K-456 Vilioutchinsk. Le 23 mai, en compagnie du K-132 Irkoutsk, il effectue le premier tir de missiles groupé sur cible de surface. Il reçoit le prix du commandant en chef de la Flotte pour ce tir de missile. En décembre de la même année, il rentre d'une mission opérationnelle avec la ligne d'arbre tribord en avarie.
Entre 1997 et 2001, il est en interruption pour entretien et réparation. En 2007, il est donné pour être affecté à la 10e division de la 16e escadre de sous-marins nucléaires de flotte du Pacifique.
Le 28 janvier 2011, il est renommé K-456 Tver.
Fin octobre 2012, le K-456 lance un missile P-700 Granit sur une cible de surface d'exercice en flotte du Pacifique. Le 3 avril 2013, il est interrompu pour être modernisé [projet 949AM] au chantier Dalzavod, dans le kraï du Primorie. Le 30 avril, l'équipage est informé qu'il ne pourra pas prendre de congés pour la deuxième année consécutive, en raison d'importants exercices prévus à cette époque de l'année. Le 22 octobre, des exercices d'évacuation de membres d'équipage par les TLT submergés. Le K-456 est à quai, pendant une inspection du commandant-en-chef de le marine.